# Magnus Gustafsson
Magnus Gustafsson (Gotemburgo, 3 de janeiro de 1967) é um ex-tenista profissional sueco.

## ATP Tour

### Simples: 26 (14–12)
| Legenda                       |
| Grand Slam (0–0)              |
| Tennis Masters Cup (0–0)      |
| ATP Masters Series (0–1)      |
| ATP Championship Series (2–1) |
| ATP Tour (12–10)              |

| Títulos por Piso |
| Duro (2–2)       |
| Grama (0–0)      |
| Saibro (8–8)     |
| Carpete (4–2)    |

| Resultado | N.  | Data             | Campeonato      | Piso     | Oponente               | Placar                       |
| Vice      | 1.  | 17 Julho 1989    | Gstaad          | Saibro   | Carl-Uwe Steeb         | 7–6(8–6), 6–3, 2–6, 4–6, 2–6 |
| Vice      | 2.  | 13 Novembro 1989 | Estocolmo       | Carpete  | Ivan Lendl             | 5–7, 0–6, 3–6                |
| Campeão   | 1.  | 6 Maio 1991      | Munich          | Saibro   | Guillermo Pérez-Roldán | 3–6, 6–3, 4–3 retired        |
| Vice      | 3.  | 13 Maio 1991     | Hamburgo        | Saibro   | Karel Nováček          | 3–6, 3–6, 7–5, 6–0, 1–6      |
| Campeão   | 2.  | 15 Julho 1991    | Båstad          | Saibro   | Alberto Mancini        | 6–1, 6–2                     |
| Campeão   | 3.  | 29 Julho 1991    | Hilversum       | Saibro   | Jordi Arrese           | 5–7, 7–6(7–2), 2–6, 6–1, 6–0 |
| Vice      | 4.  | 5 Agosto 1991    | Kitzbühel       | Saibro   | Karel Nováček          | 6–7(2–7), 6–7(4–7), 2–6      |
| Vice      | 5.  | 12 Agosto 1991   | ATP de Praga    | Saibro   | Karel Nováček          | 6–7(5–7), 2–6                |
| Vice      | 6.  | 13 Abril 1992    | Barcelona       | Saibro   | Carlos Costa           | 4–6, 6–7(3–7), 4–6           |
| Campeão   | 4.  | 13 Julho 1992    | Båstad          | Saibro   | Tomás Carbonell        | 5–7, 7–5, 6–4                |
| Vice      | 7.  | 21 Junho 1993    | Genoa           | Saibro   | Thomas Muster          | 6–7(3–7), 4–6                |
| Campeão   | 5.  | 26 Julho 1993    | Stuttgart       | Saibro   | Michael Stich          | 6–3, 6–4, 3–6, 4–6, 6–4      |
| Vice      | 8.  | 2 Agosto 1993    | Hilversum       | Saibro   | Carlos Costa           | 1–6, 2–6, 3–6                |
| Vice      | 9.  | 15 Novembro 1993 | Antuérpia       | Carpete  | Pete Sampras           | 1–6, 4–6                     |
| Campeão   | 6.  | 17 Janeiro 1994  | ATP de Auckland | Duro     | Patrick McEnroe        | 6–4, 6–0                     |
| Campeão   | 7.  | 7 Fevereiro 1994 | Dubai           | Duro     | Sergi Bruguera         | 6–4, 6–2                     |
| Campeão   | 8.  | 1 Abril 1996     | St. Petersburg  | Carpete  | Yevgeny Kafelnikov     | 6–2, 7–6(7–4)                |
| Campeão   | 9.  | 15 Julho 1996    | Båstad          | Saibro   | Andrei Medvedev        | 6–1, 6–3                     |
| Vice      | 10. | 11 Agosto 1997   | San Marino      | Saibro   | Félix Mantilla         | 4–6, 1–6                     |
| Vice      | 11. | 6 Outubro 1997   | Beijing         | Duro (i) | Jim Courier            | 6–7(10–12), 6–3, 3–6         |
| Campeão   | 10. | 13 Outubro 1997  | Singapore       | Carpete  | Nicolas Kiefer         | 4–6, 6–3, 6–3                |
| Campeão   | 11. | 16 Março 1998    | Copenhague      | Carpete  | David Prinosil         | 3–6, 6–1, 6–1                |
| Campeão   | 12. | 13 Julho 1998    | Båstad          | Saibro   | Andrei Medvedev        | 6–2, 6–3                     |
| Campeão   | 13. | 8 Março 1999     | Copenhague      | Carpete  | Fabrice Santoro        | 6–4, 6–1                     |
| Vice      | 12. | 15 Novembro 1999 | Estocolmo       | Duro (i) | Thomas Enqvist         | 3–6, 4–6, 2–6                |
| Campeão   | 14. | 24 Julho 2000    | Amsterdam       | Saibro   | Raemon Sluiter         | 6–7(4–7), 6–3, 7–6(7–5), 6–1 |